# Amin Kaviyaninejad
Amin Kaviyaninejad (pers. امین کاویانی‌نژاد ;ur. 22 listopada 1998) – irański zapaśnik walczący w stylu klasycznym. Olimpijczyk z Paryża 2024, gdzie zajął ósme miejsce w kategorii do 77 kg. Zajął dziewiętnaste miejsce na mistrzostwach świata w 2019 roku. 
Wicemistrz igrzysk azjatyckich w 2022. Złoty medalista mistrzostw Azji w 2020, srebrny w 2023 i brązowy w 2021. Brązowy medalista igrzysk solidarności islamskiej w 2021. 
Drugi na MŚ U-23 w 2021 i trzeci w 2017. Mistrz Azji U-23 w 2019. Mistrz świata i Azji juniorów w 2017 i 2018. Mistrz świata kadetów w 2015, druga w Azji w 2015 roku.